# كيت يختونين
كيت يختونين (بالفنلندية: Kati Lehtonen)‏ هي متزحلقة فنلندية، ولدت في 6 أبريل 1975 في Sulkava ‏ في فنلندا.

## وصلات خارجية
- كيت يختونين على موقع الاتحاد الدولي للتزلج (التزلج الريفي) (الإنجليزية)
- كيت يختونين على موقع أوليمبيديا (الإنجليزية)